# دیکین
دیکین نام دهی است از دهستان رودبار الموت شرقی بخش معلم کلایهٔ شهرستان قزوین. این ده در مسیر قلعه الموت و دریاچه اوان واقع شده است. بر اساس سرشماری سال ۱۳۸۵ جمعیت روستا ۳۳۴ نفر می‌باشد.
دیکین یکی از مهم‌ترین روستاهایی است که مردمش به فارسی و مراغی که از گویش‌های زبان تاتی است، سخن می‌گویند.